# Hyperplatys femoralis
Hyperplatys femoralis là một loài bọ cánh cứng trong họ Cerambycidae.